# Ernst Barkmann
Ernst Barkmann, né le 25 août 1919 à Kisdorf et mort dans cette ville le 27 juin 2009, est un Oberscharführer (sergent-chef) de la Waffen-SS et tankiste allemand pendant la Seconde Guerre mondiale. Il évolua notamment dans la 2e division SS Das Reich,  une sinistre division associée aux massacres commis en juin 1944 tels ceux de Tulle, et celui du d’Oradour-sur-Glane.
Fils de fermier, en 1935 il termine l’école et reprend l’exploitation en compagnie de son père. Le 1er avril 1936, Ernst Barkmann s’engage dans la SS-Standarte Germania comme volontaire. Barkmann prend part à la campagne de Pologne de 1939 au sein de la 9e Compagnie de la SS-Standarte Germania comme mitrailleur, poste où il sera d’ailleurs blessé. À l’automne 1941, Barkmann est gravement touché lors d’un combat près de Dniepropetrovsk  (opération Barbarossa) ce qui lui vaut une Croix de Fer 2e classe. Fin 1941, Barkmann part pour la Hollande où il doit instruire les Européens volontaires pour la SS ; début 1943, le 2e Panzer Regiment est jeté dans la bataille de Kharkov où Barkmann gagne sa Croix de Fer première classe. Fin 1943, Ernst est promu au rang de SS-Unterscharfuhrer. 
Le D-Day, la division Das Reich reçoit l’ordre de faire mouvement au nord pour participer à la bataille. Au début de juillet 1944, la Das Reich se rend à Saint-Lô afin de stopper l’avance de la 30e division d'infanterie (États-Unis) et de la 3e division blindée (États-Unis). Pour son courage et son habileté, Ernst Barkmann est recommandé pour la Croix de Chevalier qu’on lui remet le 5 septembre.
Le SS-Oberscharfuhrer Barkmann continue avec l’offensive (bataille des Ardennes) en décembre 1944 où il est gravement blessé le 25. En mars 1945, Barkmann se retrouve à nouveau face aux Russes à Székesfehérvár. En avril 1945, Barkmann participe aux combats au sud de Vienne. Lors des combats en Autriche, après avoir subi un “tir ami”, le Panther tombe dans un cratère de bombe où il sera détruit par l’équipage. Ernst parvient à gagner la zone britannique où il est fait prisonnier. 
La propagande allemande créditera Barkmann et son équipage de la destruction d'au moins 82 chars soviétiques, britanniques et américains, 136 véhicules de combat blindés divers et 43 canons antichars. Ces chiffres et les succès de Barkmann sont démentis par l'historien militaire américain Steve Zaloga, qui après recherche dans les archives américaines, ne trouve pas de traces des pertes américaines aux jours et lieux des combats de Barkmann. Il attribue les succès du tankiste à de la « propagande des Waffen-SS ».
Après la guerre, Barkmann vécu à Kisdorf où il fut maire et chef des pompiers pendant de nombreuses années. Il repose au cimetière de Kisdorf. 